# Martin Linnes
Martin Linnes (* 20. September 1991 in Kongsvinger) ist ein norwegischer Fußballspieler. Seit August 2021 steht Linnes beim norwegischen Erstligisten Molde FK unter Vertrag.

## Karriere

### Verein
Linnes startete seine Jugendkarriere bei Sander IL und wechselte danach zu Kongsvinger IL. Am 5. Mai 2010 gab er sein Debüt für Kongsvinger IL. Er stieg mit der Mannschaft in die 2. Liga ab und wurde in der neuen Spielzeit Stammspieler. 2012 wechselte Linnes zu Molde FK und wurde dort ebenfalls Stammspieler. Bei Molde FK gewann der Außenverteidiger im gleichen Jahr zum ersten Mal die Norwegische Meisterschaft. Diesen Erfolg feierte er 2014 ein weiteres Mal.
Am 13. Januar 2016 gab Galatasaray Istanbul die Verpflichtung von Martin Linnes bekannt. Sein Vertrag lief bis Sommer 2021. Der türkische Rekordmeister überwies 2 Mio. Euro an Molde. Er wurde bei "Gala" sowohl als Rechts-, als auch als Linksverteidiger eingesetzt. Am Ende der Saison 2015/16 wurde Linnes türkischer Pokalsieger. Ein Jahr später folgte die türkische Meisterschaft. Am 2. November 2018 erzielte Linnes gegen Fenerbahçe Istanbul sein erstes Ligator für Galatasaray.
Am 3. April 2021 kam der norwegische Außenverteidiger gegen Hatayspor zu seinem 100. Ligaspiel für die Gelb-Roten. Nachdem sein Vertrag mit Galatasaray Istanbul am Ende der Saison 2020/21 ausgelaufen war, kehrte Linnes zurück zu Molde FK.

### Nationalmannschaft
Sein erstes A-Länderspiel für Norwegen absolvierte Martin Linnes am 11. Oktober 2013 im WM-Qualifikationsspiel in Maribor gegen Slowenien (0:3).

## Erfolge
Molde FK
- Tippeligaen (2): 2012, 2014
- Norwegischer Fußballpokal (2): 2013, 2014

Galatasaray Istanbul
- Türkischer Pokalsieger: 2015/16, 2018/19
- Türkischer Fußball-Supercupsieger: 2016
- Türkischer Meister: 2017/18, 2018/19